# Statyczna próba zginania
Statyczna próba zginania – jedna z podstawowych metod badań wytrzymałościowych materiałów konstrukcyjnych.

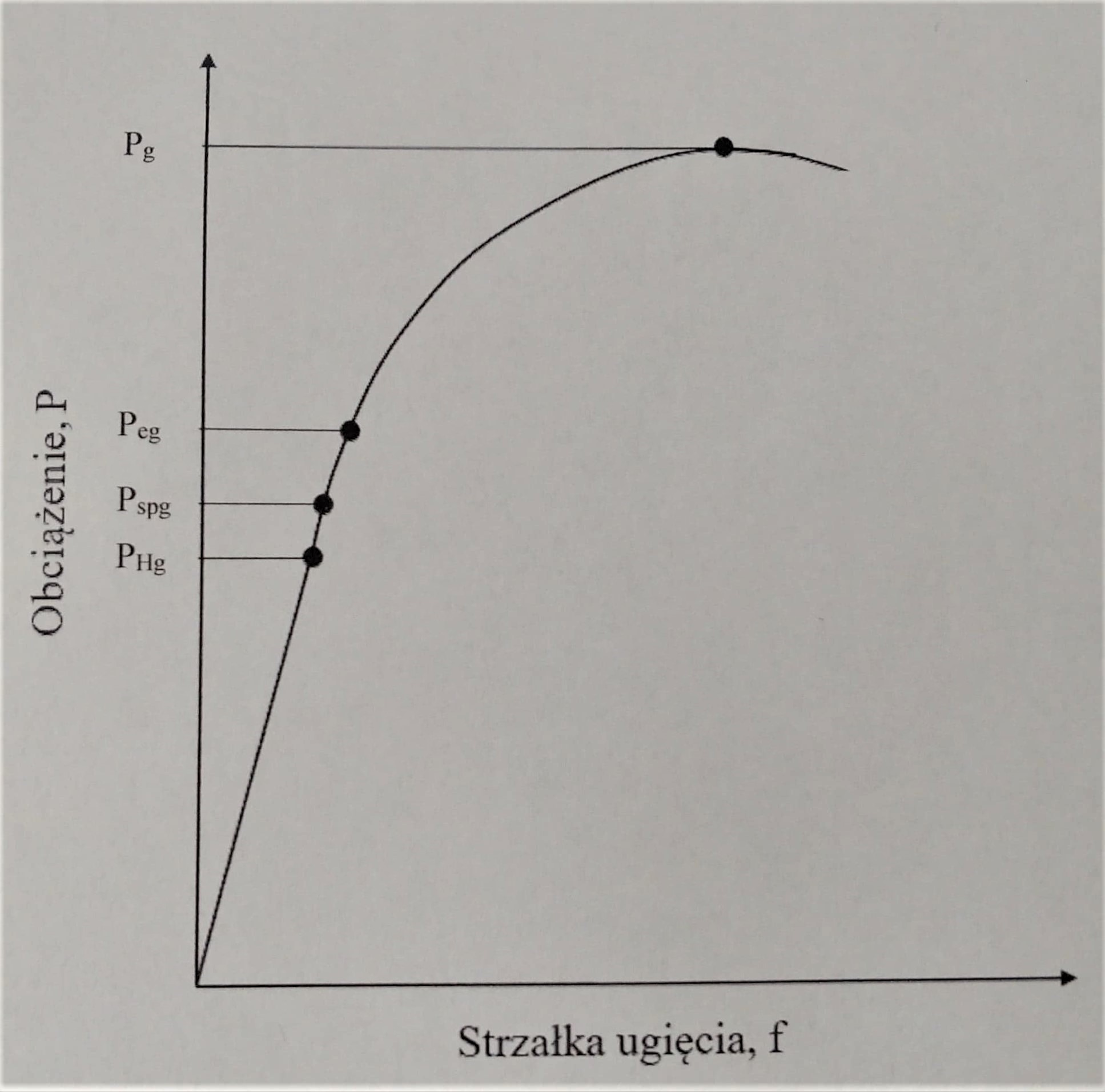
Wykres zginania materiału ciągliwego

Badanie polega na zginaniu trój- lub czteropunktowo próbki o ściśle znormalizowanych wymiarach. Pomiar wykonywany jest przeważnie w temperaturze pokojowej, ale może być przeprowadzany także w warunkach obniżonej lub podwyższonej temperatury. Metodę tę stosuje się najczęściej dla tworzyw sztucznych, które charakteryzują się niewielkimi wartościami wydłużenia względnego przy zerwaniu. Określenie tak małych odkształceń w statycznej próbie rozciągania stanowi duży problem.
Podczas statycznej próby zginania rejestrowana jest siła zginająca P, działająca prostopadle do próbki, w funkcji strzałki ugięcia f. Próbkę obciąża się powoli, jednostajnie ze ściśle określoną prędkością do momentu jej zniszczenia bądź osiągnięcia umownej wartości największego ugięcia (strzałka ugięcia). Na podstawie wartości odczytanych z wykresu zginania można określić wytrzymałość na zginanie Rg, granicę proporcjonalności przy zginaniu RHg, granicę sprężystości przy zginaniu Rspg oraz umowną granicę plastyczności przy zginaniu Rg0,2.

## Naprężenia zginające
W przypadku próbek o przekroju poprzecznym wartość naprężenia zginającego σg można wyznaczyć jako iloraz momentu gnącego Mg i wskaźnika przekroju przy zginaniu Wg:
{\displaystyle \sigma _{g}={\frac {M_{g}}{W_{g}}}}
gdzie:
{\displaystyle M_{g}} – moment gnący,
{\displaystyle W_{g}} – wskaźnik przekroju przy zginaniu.
Dla zginania trójpunktowego wartość naprężenia zginającego wynosi:
{\displaystyle \sigma _{g}={\frac {Pl}{4W_{g}}}}
gdzie:
P – siła działająca w środku,
l – całkowita długość próbki,
{\displaystyle W_{g}} – wskaźnik przekroju przy zginaniu.
Dla zginania czteropunktowego wartość naprężenia zginającego wynosi:
{\displaystyle \sigma _{g}={\frac {Pz}{2W_{g}}}}
P – siła,
z – odległość siły  od podpory,
{\displaystyle W_{g}} – wskaźnik przekroju przy zginaniu.
Wartość wskaźnika przekroju przy zginaniu zależy od przekroju badanych próbek i jest wyliczany na podstawie odpowiednich wzorów. 

## Umowna granica plastyczności przy zginaniu
Aby wyznaczyć umowną granicę plastyczności przy zginaniu Rg0,2 należy przyjąć, że skrajne włókna próbki ulegają wydłużeniu ε = 0,2%. Wówczas strzałkę ugięcia fg0,2, która odpowiada temu wydłużeniu, wyznacza się ze wzorów podanych w poniższej tabeli.
| Rodzaj zginania         | Przekrój próbki                                                   | Przekrój próbki                                               |
| ----------------------- | ----------------------------------------------------------------- | ------------------------------------------------------------- |
| Rodzaj zginania         | kołowy                                                            | prostokątny                                                   |
| Zginanie trójpunktowe   | {\displaystyle f_{g0,2}={\frac {\varepsilon l^{2}}{6d_{0}}}}      | {\displaystyle f_{g0,2}={\frac {\varepsilon l^{2}}{6h}}}      |
| Zginanie czteropunktowe | {\displaystyle f_{g0,2}={\frac {\varepsilon (l-2z)^{2}}{4d_{0}}}} | {\displaystyle f_{g0,2}={\frac {\varepsilon (l-2z)^{2}}{4h}}} |

gdzie:
ε – wydłużenie względne skrajnych włókien próbki,
{\displaystyle d_{0}} – średnica próbki,
h – wysokość przekroju próbki,
l, z – odpowiednie długości próbek.

## Normy
Sposób przeprowadzania badania zależy od wykorzystanego materiału. Informacje na ten temat można znaleźć m.in. w normach PN-EN ISO 7438:2016-03, PN-EN ISO 178:2019-06, PN-EN 1356:1999, PN-EN ISO 14125:2001/A1:2011. Dostarczają one informacje o m.in. wymiarach próbek czy prędkościach ich badania.